# AutoZone
AutoZone （汽車地帶）是美國第二大的汽車修配連鎖品牌，主要經營汽車配件、維修器件等，同時也提供汽車信貸服務、銷售汽車診斷和修理軟體。成立於1979年，在美國和墨西哥擁有超過5000家專賣店。該公司總部設在田納西州孟菲斯。1979年7月4日AutoZone在紐約股票交易所上市。